# 三日浦站
三日浦站（韓語：삼일포역）是位于朝鮮民主主義人民共和國江原道高城郡的一個鐵路車站，属于金刚山青年线。

## 邻近车站
金刚山青年线
金刚山青年站 - 三日浦站 - 鉴湖站